# Silnice I/18
Die Silnice I/18 (tschechisch für: „Straße I. Klasse 18“) ist eine tschechische Staatsstraße (Straße I. Klasse).

## Verlauf

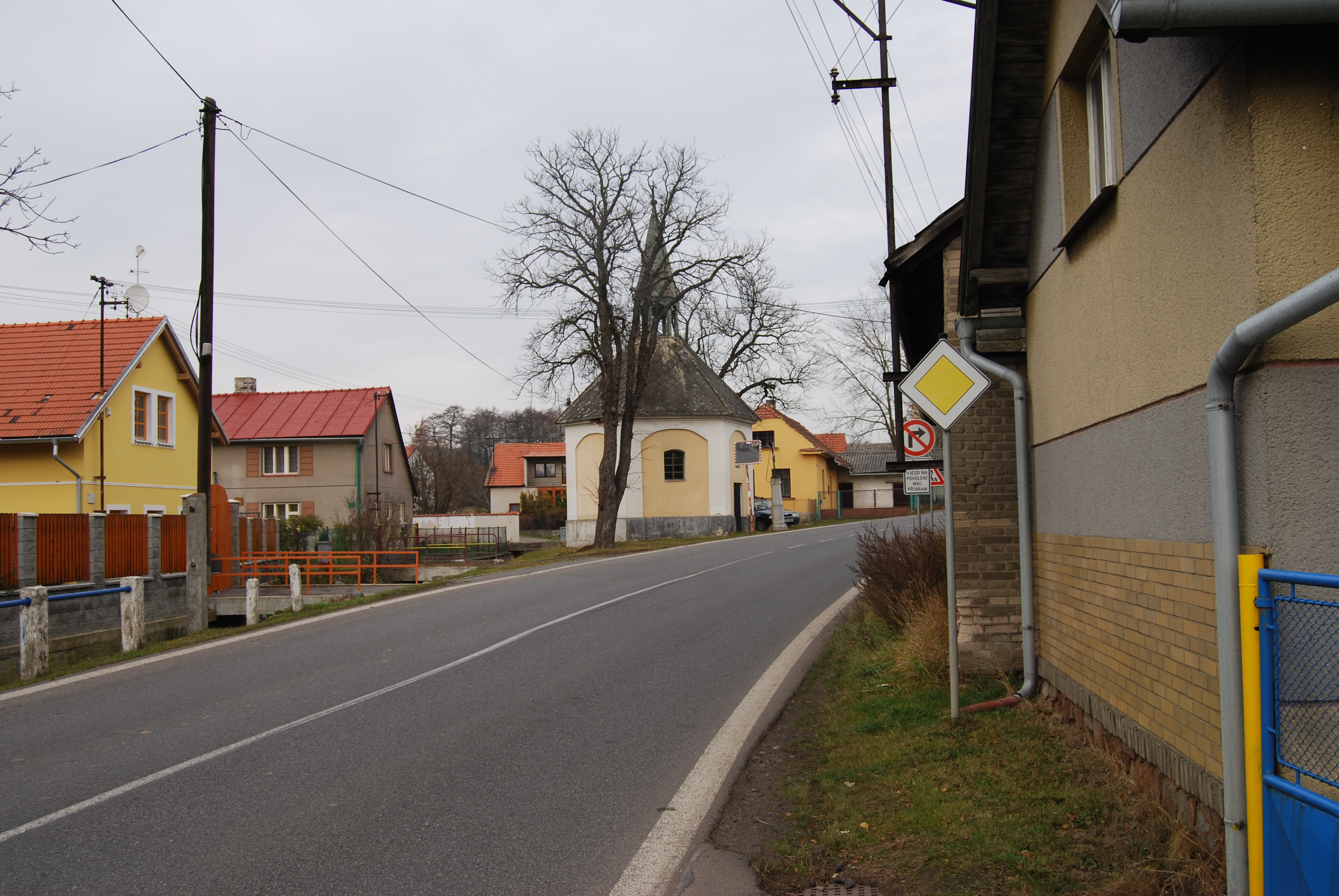
Die Straße in Vranovice

Die Straße zweigt in Rožmitál pod Třemšínem von der Silnice I/19 ab, führt in nordöstlicher Richtung nach Příbram, wo die Silnice I/66 auf sie trifft, verläuft weiter nach Osten und quert die Dálnice 4 bei der Anschlussstelle (exit) 41, verläuft weiter über Sedlčany (Seltschan) und endet schließlich bei Olbramovice u Votic rund 3 Kilometer nördlich von Votice (Wotitz) an der Silnice I/3 (Europastraße 55).
Die Länge der Straße beträgt rund 62 Kilometer.